# جون مكاي (لاعب كرة قدم أمريكية)
جون مكاي (بالإنجليزية: John McKay) هو لاعب كرة قدم أمريكية أمريكي، ولد في 5 يوليو 1923 في Everettville, West Virginia ‏ في الولايات المتحدة، وتوفي في 10 يونيو 2001 في تامبا في الولايات المتحدة بسبب السكري.

## وصلات خارجية
- جون مكاي على موقع قاعة كاليفورنيا للمشاهير الرياضية (الإنجليزية)
- جون مكاي على موقع IMDb (الإنجليزية)
- جون مكاي على موقع إن إن دي بي (الإنجليزية)